# Chapter 24
Chapter 24 ist der Titel eines Musikstücks des Albums The Piper at the Gates of Dawn der britischen Band Pink Floyd.

## Komposition
Syd Barrett komponierte die Musik und lieh sich Textpassagen aus der englischsprachigen Übersetzung des Kapitels 24 des chinesischen Weisheits- und Orakelbuchs I Ging, welche Cary F. Baynes 1950, nach Vorlage der Übersetzung von Richard Wilhelm aus dem Chinesischen, veröffentlicht hat.

## Belege
1. ↑  http://www.pinkfloyd.com/music/albums.php
2. ↑  http://www.discogs.com/Pink-Floyd-The-Piper-At-The-Gates-Of-Dawn/release/2901203
3. ↑  http://www.pink-floyd-lyrics.com/html/chapter-24-piper-lyrics.html
4. ↑  http://www.pantherwebworks.com/i_ching/bk1h21-30.html#24
5. ↑  Edward A. Hacker: I Ching. Psychology Press, 2002, ISBN 978-0-415-93969-0, S. 145 (eingeschränkte Vorschau in der Google-Buchsuche).
6. ↑  Richard Wilhelm: I Ging. Das Buch der Wandlungen. Eugen Diederichs Verlag, Jena 1924; neu hrsg. von Ulf Diederichs, Deutscher Taschenbuchverlag, München 2005. ISBN 3-424-00061-2